# Eberhard F. Mammen
Eberhard F. Mammen (* 13. Juli 1930 in Carolinensiel; † 1. Juli 2008) war ein deutscher Mediziner und Hochschullehrer.

## Leben und Wirken
Eberhard F. Mammen wurde als Sohn eines Arztes geboren und studierte in München Medizin. 1956 promovierte er unter dem Gynäkologen Fritz K. Beller an der Justus-Liebig-Universität Gießen. Seine Dissertation schrieb er über die […] Plasmathrombokinasebildung bei Säuglingen und Müttern. Bereits 1988 veröffentlichte er seinen ersten Aufsatz über die Untersuchungen über einen dritten Plasmafaktor zur Thromboplastinbildung.
Seine Assistenzzeit absolvierte er bei dem Professor Hans Erhard Bock. Weil es nach dieser Zeit keine freien Assistenzarztstellen gab, ging er ein halbes Jahr zu dem Internisten und Hämostaseologen Erwin Deutsch nach Wien. Deutsch vermittelte ihn für zwei Jahre nach Detroit an die Wayne State University. Dort war er als Fulbright post doctoral fellow am  Physiologischen Institut, welches von Walter H. Seegers geleitet wurde, beschäftigt. Dort führten die Wissenschaftler biochemische Forschungen durch. Unter den Forschern befand sich eine ganze Reihe von Deutschen. Die Forscher publizierten auch zahlreiche Ergebnisse, darunter dreizehn Artikel in der Zeitschrift Thrombosis and Haemostasis. Beachtung fand seine Beschreibung des Fibrinogens Detroit, einer seltenen Form einer genetisch bedingten Funktionsstörung des Fibrinogens.
1960 kehrte er nach Deutschland zurück und vervollständigte dort seine Assistentenzeit. 1962 kehrte er an die Wayne State University zurück und wurde dort Assistenzprofessor für Physiologie und Pharmakologie. Schnell wurde er „normaler“ Professor in beiden Disziplinen. Darauf folgten Professuren für Pathologie und Gynäkologie bzw. Geburtshilfe.
1971 veröffentlichte er das Lehrbuch Thrombosis and bleeding disorders: theory and methods, das viele seiner am Seeders-Institut gewonnenen Forschungsergebnisse aufgreift. Dabei reichen die behandelten Themen vor der Isolierung von einzelnen Gerinnungsfaktoren bis hin zu routinediagnostischen Gesichtspunkten.
Er gründete 1974 die Zeitschrift Seminars in Thrombosis and Haemostasis. In dieser Zeitschrift veröffentlichte er Beiträge von renommierten Forschern und ermöglichte es auch 65 deutschen Wissenschaftlern der Gesellschaft für Thrombose- und Hämostaseforschung, ihre Publikationen in den Vereinigten Staaten zu veröffentlichen.
Bis zum Ende der 1980er Jahre publizierte er selbst noch in deutschsprachigen Zeitschriften und hielt Vorträge über die Hämostaseologie, um dieses neue Fachgebiet einer größeren Gruppe von Menschen zu präsentieren.
Eberhard F. Mammen wurde durch die Studenten der Wayne State University fünfmal zum besten Lehrer des Jahres gewählt und war Aufnahmedekan an der Universität. Zwischen 1984 und 1990 sowieso von 1999 von 2001 bekleidete er den Posten des Dekans für Pharmazie und Gesundheitswissenschaften.
2009 wurde der Eberhard F. Mammen Award gestiftet.

## Forschungsschwerpunkte
Eberhard F. Mammen untersuchte die Hämostaseologie hauptsächlich unter dem ärztlich-klinischen Gesichtspunkt. Dabei betrachtete er unter anderem die Grundlagen im biochemischen Bereich. Er untersuchte zwar alle medizinischen Fachbereiche, jedoch lag sein Hauptaugenmerk auf der Gynäkologie und auf der Chirurgie. Zudem beschäftigte er sich mit der disseminierte intravasale Koagulopathie (DIC). Außerdem forschte er an Therapiemöglichkeiten gegen die Periphere arterielle Verschlusskrankheit. Seine Forschungsarbeit für Therapien gründete zum Teil auf dem Protein Streptokinase. Zudem untersuchte er Störungen des extrakorporalen Kreislaufs und Plättchendefekte.

## Privates
Mammen war verheiratet, hatte vier Kinder und sieben Enkelkinder.

## Schriften (Auswahl)
- mit F. K. Beller: Untersuchungen über einen dritten Plasmafaktor zur Thromboplastinbildung. In: Klinische Wochenschrift. Bd. 33, 1955, S. 155–1556, ISSN 0023-2173.
- Die Plasmathrombokinasebildung bei Säuglingen und Müttern. s. n., Gießen 1956, OCLC 720179221 (Gießen, Universität, Dissertation, 1956).
- mit Gordon F. Anderson und Marion I. Barnhart: Disseminated intravascular coagulation. Transactions of the seventeenth Annual Symposium on Blood, Wayne State University School of Medicine, Detroit, Michigan, held on January 17 and 18, 1969. Schattauer, Stuttgart 1969, OCLC 70656.
- mit Gordon F. Anderson und Marion I. Barnhart: Platelet adhesion and aggregation in thrombosis: Countermeasures. Transactions of the Eighteenth Annual Symposium on Blood, Wayne State University School of Medicine, Detroit, Michigan, held on January 16 and 17, 1970. Schattauer, Stuttgart 1970, ISBN 3-7945-0208-6.
- Thrombolytic therapy transactions of the 19. Annual Symposium on Blood, Wayne State Univ. School of Med., Detroit, Mich., held on Jan. 22 and 23, 1971; [mit] 82 tables. Schattauer, Stuttgart 1971, ISBN 3-7945-0263-9.
- mit Gordon F. Anderson und Marion I. Barnhart: Sickle cell disease; transactions. Held on Jan. 20 and 21, 1972. Schattauer, Stuttgart 1973, ISBN 3-7945-0344-9.
- mit Gordon F. Anderson und Marion I. Barnhart: Physiology and biochemistry of prothrombin conversion : transactions of the Twenty-First Annual Symposium on Blood, Wayne State University School of Medicine, Detroit, Michigan, held on January 18 and 19, 1973. Schattauer, Stuttgart 1974, ISBN 3-7945-0381-3.
- mit Monika Barthels: Intensivmedizin aktuell: Sicherheit in Diagnose u. Therapie von Gerinnungsstörungen. Medizinische Verlagsgesellschaft, Marburg 1987, ISBN 3-921320-15-1.